# Capacità vitale
La capacità vitale è la massima quantità di aria mobilizzata in un atto respiratorio massimale.

## Valori
La capacità vitale media di un uomo è di 4,5 litri di aria, potendo variare fra i 2,5 e i 5,5 l. Molti sono i fattori che determinano la variazione di essa, fra essi ne ritroviamo alcuni congeniti, come la dimensione della gabbia toracica, altri non modificabili come l'età, altri invece influenzabili con l'esercizio fisico (il praticarlo aumenta la capacità).
La capacità vitale viene misurata tramite la spirometria. Il paziente effettua una inspirazione massimale (ca. 2.5 L) ed in seguito espira il volume massimo possibile. Applicando alcuni valori medi si ottiene: 2.5 L (inspirazione massimale) + 0.5 L (volume corrente, ovvero il volume normalmente mobilizzato durante una respirazione a riposo) + 1.5 (espirazione massimale) = 4.5 L.

### Eziologia della riduzione
In una persona sana, almeno l'80% della capacità vitale viene espirata nel primo secondo. Se i valori sono inferiori significa che le vie aeree sono ostruite (malattia ostruttiva bronchiale, ad es. la BPCO). Vi sono anche molte altre condizioni patologiche che possono portare ad una riduzione della capacità vitale, fra esse: atelettasia, edema, polmonite, fibrosi, masse tumorali.